# Сен-П'єр-Жолі
Сен-П'єр-Жолі (англ. St-Pierre-Jolys) — село в Канаді, у провінції Манітоба, у складі сільського муніципалітету Де-Салаберрі.

## Населення
За даними перепису 2016 року, село нараховувало 1170 осіб, показавши зростання на 6,5%, порівняно з 2011-м роком. Середня густина населення становила 440,5 осіб/км².
З офіційних мов обидвома одночасно володіли 695 жителів, тільки англійською — 420, тільки французькою — 25, а 5 — жодною з них. Усього 70 осіб вважали рідною мовою не одну з офіційних, з них 5 — українську.
Працездатне населення становило 70,2% усього населення, рівень безробіття — 4,2%.
Середній дохід на особу становив $38 987 (медіана $35 648), при цьому для чоловіків — $44 256, а для жінок $33 640 (медіани — $44 672 та $30 336 відповідно).
29,2% мешканців мали закінчену шкільну освіту, не мали закінченої шкільної освіти — 22,6%, 48,2% мали післяшкільну освіту, з яких 29,6% мали диплом бакалавра, або вищий.
| Статево-вікова структура населення | Статево-вікова структура населення | Статево-вікова структура населення | Статево-вікова структура населення | Статево-вікова структура населення |
| ---------------------------------- | ---------------------------------- | ---------------------------------- | ---------------------------------- | ---------------------------------- |
|                                    |                                    |                                    |                                    |                                    |
| Всього                             | Всього                             | 47,7%52,3%                         |                                    |                                    |
| 0 — 14 років                       | 0 — 14 років                       |                                    | 22,2%                              | 22,2%                              |
| 15 — 64 років                      | 15 — 64 років                      |                                    | 59,8%                              | 59,8%                              |
| 65 і більше                        | 65 і більше                        |                                    | 17,9%                              | 17,9%                              |
| 85 і більше                        | 85 і більше                        |                                    | 4,3%                               | 4,3%                               |
| Середній вік (років)               | Середній вік (років)               | 38,339,5                           | 38,9                               | 38,9                               |
| Медіана (років)                    | Медіана (років)                    | 34,836,1                           | 35,5                               | 35,5                               |
| — чоловіки — жінки                 |                                    |                                    |                                    |                                    |

| Походження мешканців:     | Походження мешканців:     | Походження мешканців: | Походження мешканців: | Походження мешканців: |
| ------------------------- | ------------------------- | --------------------- | --------------------- | --------------------- |
| Походження                |                           |                       | осіб                  | %                     |
| Корінні американці        | Корінні американці        |                       | 295                   | 25.88%                |
| Інше північноамериканське | Інше північноамериканське |                       | 610                   | 53.51%                |
| Європейське               | Європейське               |                       | 820                   | 71.93%                |
| британське                | британське                |                       | 330                   | 28.95%                |
| французьке                | французьке                |                       | 490                   | 42.98%                |
| українське                | українське                |                       | 50                    | 4.39%                 |
| Латинськоамериканське     | Латинськоамериканське     |                       | 60                    | 5.26%                 |
| Азійське                  | Азійське                  |                       | 20                    | 1.75%                 |

## Клімат
Середня річна температура становить 2,8°C, середня максимальна – 23,9°C, а середня мінімальна – -24,1°C. Середня річна кількість опадів – 579 мм.
| Клімат поселення                              | Клімат поселення | Клімат поселення | Клімат поселення | Клімат поселення | Клімат поселення | Клімат поселення | Клімат поселення | Клімат поселення | Клімат поселення | Клімат поселення | Клімат поселення | Клімат поселення | Клімат поселення |
| Показник                                      | Січ.             | Лют.             | Бер.             | Квіт.            | Трав.            | Черв.            | Лип.             | Серп.            | Вер.             | Жовт.            | Лист.            | Груд.            |                  |
| Середній максимум, °C                         | −11,35           | −7,28            | 0,20             | 10,29            | 18,59            | 23,48            | 23,92            | 23,03            | 17,71            | 10,50            | 0,04             | −9,28            |                  |
| Середня температура, °C                       | −17,74           | −13,7            | −6,2             | 3,90             | 12,20            | 17,10            | 19,27            | 18,40            | 13,02            | 5,80             | −4,6             | −13,95           |                  |
| Середній мінімум, °C                          | −24,12           | −20,06           | −12,58           | −2,49            | 5,81             | 10,70            | 14,59            | 13,70            | 8,39             | 1,14             | −9,3             | −18,61           |                  |
| Норма опадів, мм                              | 21               | 14               | 22               | 27               | 80               | 101              | 89               | 77               | 53               | 45               | 27               | 23               |                  |
| Середньомісячна швидкість вітру, м/с          | 4.20             | 4.10             | 4.30             | 4.40             | 4.49             | 3.90             | 3.50             | 3.60             | 4.10             | 4.40             | 4.40             | 4.20             |                  |
| Середньомісячна сонячна радіація, кДж/м²·день | 4392             | 7724             | 12535            | 17111            | 19893            | 21063            | 21635            | 18406            | 12761            | 7623             | 4333             | 3244             |                  |
| --------------------------------------------- | ---------------- | ---------------- | ---------------- | ---------------- | ---------------- | ---------------- | ---------------- | ---------------- | ---------------- | ---------------- | ---------------- | ---------------- | ---------------- |
| Джерело:                                      |                  |                  |                  |                  |                  |                  |                  |                  |                  |                  |                  |                  |                  |